# Маслов Олексій Матвійович
Олексій Матвійович Маслов (13 березня 1879, село Юрола Пінезького повіту Архангельської губернії, тепер Архангельської області, Російська Федерація — 1954, місто Москва, тепер Російська Федерація) — радянський діяч, ректор Харківського технологічного інституту. Член ВУЦВК.

## Життєпис
Був студентом Томського технологічного інституту, брав участь у революційному русі 1904—1905 років.
Член РСДРП з 1904 року. Підпільні імена — Олександр, Олександр Кр., Красноярський.
У 1905 році виключений з Томського технологічного інституту за революційну діяльність.
Брав активну участь у революційному русі Уралу та Сибіру: член Томського підпільного комітету РСДРП, член Сибірського союзного комітету РСДРП, голова Красноярського комітету РСДРП та секретар Сибірського союзного комітету РСДРП (1906). Керував партійною роботою в Томську, Іркутську, Нижньоудинську, Барнаулі та Красноярську.
У 1911 році закінчив хіміко-металургійний факультет Томського технологічного інституту, здобув спеціальність інженера-технолога.
У 1919—1922 роках — на керівній партійній роботі на Уралі.
У 1922—1923 роках — член президії Української Ради Народного Господарства, член правління Укрдержстраху.
У 1923—1928 роках — ректор Харківського технологічного інституту.
Одночасно обіймав керівні посади в апараті народного господарства України. З 1924 року — член президії Укрдоброхіму. У 1925 році — заступник голови Вищої ради народного господарства Української СРР. У 1926—1928 роках — начальник Науково-технічного управління Вищої ради народного господарства УСРР. У 1927—1932 роках — член президії Вищої ради народного господарства УСРР. З 1929 року — член правління Українського науково-технічного товариства, голова Української ради наукових інженерно-технічних товариств.
Учасник теплотехнічного з'їзду (1926), Всесоюзних з'їздів інженерно-технічних секцій профспілок (1927) та Всесоюзної спілки робітників-металістів (1928) у Москві.
У 1934—1936 роках — уповноважений Народного комісаріату важкої промисловості СРСР по Українській СРР.
У березні 1936 — грудні 1937 року — директор Московського хіміко-технологічного інституту імені Менделєєва.
З 1936 року — відповідальний редактор журналів «Энергетика» і «Научно-технический вестник» у Москві.
У 1938 році — відповідальний працівник ВСЕХІМПРОМу Народного комісаріату важкої промисловості СРСР.
З 1939 року працював в Народному комісаріаті (Міністерстві) хімічної промисловості СРСР.
Помер 1954 року в Москві. Похований на Новодівичому цвинтарі Москви.